# Ливанов, Михаил Николаевич
Михаи́л Никола́евич Лива́нов (7(20) октября 1907, Казань — 25 мая 1986, Москва) — советский учёный-физиолог, один из основоположников советской электроэнцефалографии. Академик АН СССР (1970).

## Биография
Окончил Казанский университет (1931).
С 1933 года работал в должности заведующего лабораторией:
- 1933—1947 в Московском институте мозга,
- 1947—1949 в Институте патологии и терапии интоксикаций Академии медицинских наук СССР,
- 1949—1961 в Институте биофизики АМН СССР,
- с 1961 — в Институте высшей нервной деятельности и нейрофизиологии АН СССР.

Главный редактор журнала «Успехи физиологических наук» (с 1975).
С 29.06.1962 — член-корреспондент АН СССР по отделению биологических наук (физиология животных и человека).
С 24.11.1970 — академик АН СССР по отделению физиологии.
Исследовал биоэлектрические явления в коре больших полушарий мозга в норме и патологии. Один из основоположников электроэнцефалографии в СССР.
Впервые применил методы математического анализа к биоэлектрическим колебаниям коры головного мозга.
Его теоретические исследования и методические приёмы используются для диагностики заболеваний в нейропсихиатрической клинике, в космической медицине.

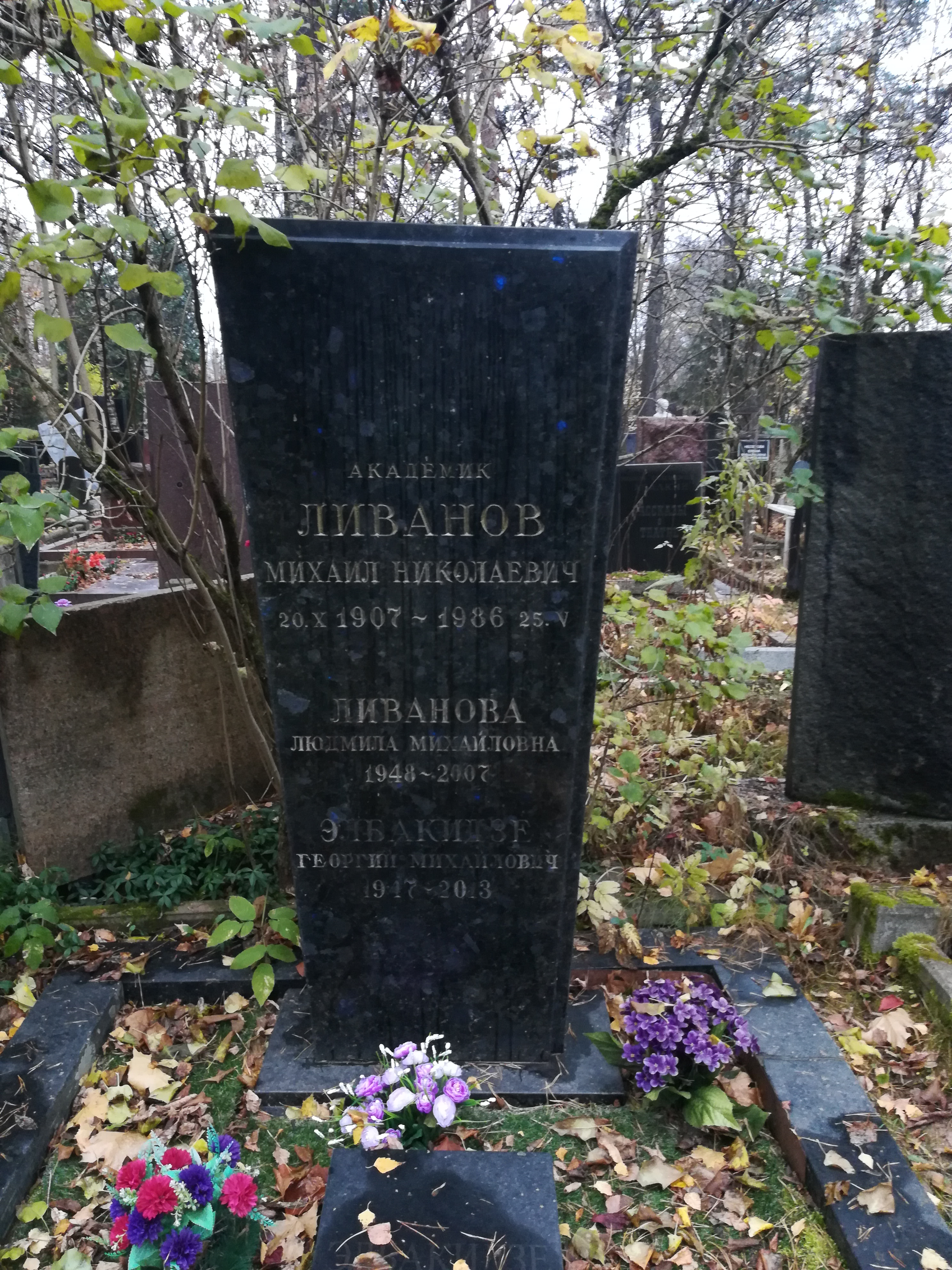
Могила на Кунцевском кладбище

Похоронен на Кунцевском кладбище.

## Награды
Государственная премия СССР (1987, посмертно).
Золотая медаль имени И. П. Павлова (1976) — за серию фундаментальных работ по электрофизиологии высшей нервной деятельности (исследования в области проблем памяти).
Награждён орденами Октябрьской революции, Трудового Красного Знамени (дважды), «Знак Почёта».